# De la Barre

Geslachtswapen

De la Barre (ook: De la Barre d'Erquelinnes en De la Barre de Flandre) is een sinds 1613 adellijk geslacht waarvan de leden sinds 1816 tot de moderne Belgische adel behoren.

## Geschiedenis
De stamreeks begint met Nicaise de la Barre (†1531), in dienst van Margaretha van Oostenrijk (1480-1530), die in 1526 kennis geeft vader te zijn, eerste vermelding van dit geslacht. Tussen 1613 en 1726 werden door verschillende monarchen adelsbesluiten genomen inzake leden van dit geslacht. In 1816 en 1829 werden onder het Verenigd Koninkrijk der Nederlanden adelsbesluiten genomen voor de twee verschillende takken. 
Alleen de oudste tak leefde anno 2017 nog voort, met 15 mannelijke telgen. De laatste hiervan is geboren in 2003.

## Enkele telgen
Nicaise de la Barre (†1531)
- Hugues de la Barre
  - Philippe de la Barre (†1599), schepen van Bergen
    - Philippe de la Barre, heer van Maurage (1587-1655), verkreeg adeldom in 1613, werd ridder in 1634
      - Philippe de la Barre, heer van Erquelinnes (1649-1702)
        - François de la Barre (1699-1759), verheven in 1722 tot graaf van Erquelinnes
          - Emmanuel graaf de la Barre (1736-1793)
            - Charles de la Barre d'Erquelinnes (1768-1829), verkreeg postuum met zijn nageslacht via zijn echtgenote in 1829 adelserkenning met de titel van graaf, overgaande bij recht van eerstgeboorte
              - Gustave graaf de la Barre d'Erquelinnes (1804-1875), rechter bij de rechtbank van eerste aanleg in Namen
              - Alfred graaf de la Barre d'Erquelinnes (1814-1889), majoor bij de infanterie, verkreeg in 1844 de titel graaf, overdraagbaar bij eerstgeboorte
                - Roger graaf de la Barre d'Erquelinnes (1854-1918)
                  - Henri graaf de la Barre d'Erquelinnes (1885-1961), Belgisch senator, minister en burgemeester; verkreeg in 1961 de titel van graaf voor hem en voor zijn zonen, welke laatsten die verkregen met overgang bij recht van eerstgeboorte
                    - Dr. Jean (sinds 1961:) graaf de la Barre d'Erquelinnes (1915-2000), jurist; zijn zonen overleden voor hem, ongehuwd, waarmee de grafelijke titel en het chefschap in 2000 voor deze tak verloren ging
                    - Jkvr. Marie-José de la Barre d'Erquelinnes (1916-2015), Belgische verzetsstrijder; trouwde in 1946 met de Brit Sir Charles Hyde Villiers (1912-1992), luitenant-kolonel
                    - Xavier (sinds 1961:) graaf de la Barre d'Erquelinnes (1922-2013)
                      - Alec graaf de la Barre d'Erquelinnes (1961), piloot en chef de famille
                        - Jhr. Guillaume de la Barre d'Erquelinnes (1994), vermoedelijke opvolger als chef de famille

                    - Dr. Francis (sinds 1961:) graaf de la Barre d'Erquelinnes (1924-2013), ambassadeur
                    - Philippe (sinds 1961:) graaf de la Barre d'Erquelinnes (1928-2009)
- Georges de la Barre (†1573)
  - François de la Barre (†1627)
    - Jérôme de la Barre (†1643), schepen van Bergen
      - Albert de la Barre (†1669)
        - Jean de la Barre (1660-1724), verkreeg adeldom in 1685
          - Philippe de la Barre (1689-1729), werd verheven tot baron in 1726, overgaand bij eerstgeboorte
            - Charles baron de la Barre (1725-1788)
              - Sébastien baron de la Barre de Flandre (1753-1838), in 1816 benoemd in de Ridderschap van Brabant met de titel van baron, overgaand bij eerstgeboorte
                - Jkvr. Agathe de la Barre (1776-1845), laatste telg van de jongste tak; trouwde in 1794 met haar oom, broer van haar vader, Ferdinand de la Barre (1765-1794), majoor

## Familiegraf
Er is een familiegraf van de "comtes de la Barre d'Erquelinnes" in het kerkhof van Buizingen.